# Війтівці (Хмільницький район)
Війтівці (у 1946—2016 — Жданівка) — село в Україні, у Жданівській сільській громаді Хмільницького району Вінницької області. Населення становить 2015 осіб.

## Історія
Археологічні дані вказують на те, що у I—V ст. н. е. на цій території існувало поселення давніх слов'ян, можливо антів. Антами візантійські автори називали частину східних слов'ян, які проживали між Дністром і Дніпром і у IV—VII століттях були об'єднані в міцному міжплемінному союзі. У 1961 р. поблизу села було виявлене давнє поховання, у якому знаходилися кістяки довжиною понад два метри. Цілком можливо, це і є поховання антів, адже всі давні історики стверджували, що анти були високого зросту.
Війтівці вперше згадуються в архівних документах за 1788 рік. Після третього поділу Польщі у 1795 році імператриця Катерина ІІ подарувала Хмільник з навколишніми селами (в тому числі і Війтівцями) графу Григорію Кушелеву-Безбородько. Близько ста років ці землі належали родині Кушелєвих-Безбородько, а наприкінці XIX століття вони були продані генерал-майору Володимиру Васильовичу Левашову. Після його смерті в 1898 році маєток переходить до його дочки Катерини Володимирівни Левашової.
Згідно з архівними даними у 1914 році їй належало в цілому 6641 десятина землі (приблизно 7 тис. гектарів). Крім Хмільника вона володіла також селами Вербівка, Кушелівка, Соколова, Терешпіль, селами Стара та Нова Гути, Мазурівка, Війтівці, Качанівка, Семки, Малий Митник, Порубинці, Лелітка і Голодьки. Згодом частину свого маєтку вона нарізала на 404 дільниці по одній десятині кожна (трохи більше гектара) і частково розпродала, а частково здала в оренду.
На початку XX ст. у селі Війтівці проживало православних 394 чоловіка і 362 жінки (в тому числі селян 584 і міщан 38), католиків 350 душ і євреїв до 20 душ. Селяни займалися землеробством, ремісництвом, а також працювали на цукровому заводі (який був тут збудований у 1859 році) і бурякових плантаціях. Під час будівництва цукрового заводу у селі було закладено парк. За рахунок цукрового заводу у Війтівцях працювала лікарня на 10 ліжок. Обслуговувалась вона один раз на тиждень приватним лікарем з Хмільника. В інші дні проводив амбулаторний прийом і лікував хворих фельдшер.
Згідно з «Земельним законом», прийнятим 18 січня 1918 року почався розподіл поміщицьких, церковних та монастирських земель в першу чергу між безземельними селянами, вдовами-солдатками, солдатами, що повернулися з фронту і малоземельними селянами. Польські поміщики організували воєнізовані загони для захисту маєтків і повернення землі. 17 березня 1918 р. польський загін оточив село Митинці. Селяни Митинець, об'єднавшись із селянами Війтівець, Маркушів, Рибчинець і Качанівки зі зброєю в руках виступили проти нападників і дали їм відсіч.
15 липня 1941 року Війтівці були захоплені німецько-нацистськими військами. Селян примушували працювати від зорі до зорі. Нацисти постійно забирали худобу, птицю, хліб, яйця, молоко і інші продукти, а також теплий одяг для потреб німецької армії. На примусові роботи до Німеччини було забрано 50 мешканців села. Для того, щоб молодь не тікала від німецької каторги, нацисти застосовували систему заложників. До гетто в Хмільнику було вивезено 4 єврейські родини (14 осіб), яких пізніше розстріляли. 7 березня 1944 року радянські війська звільнили село від нацистських окупантів.
7 червня 1946 р. село Війтівці Хмільницького району отримало назву «Жданівка» і Війтовецьку сільську Раду названо Жданівською.
11 червня 2016 року селу повернули назву Війтівці.

## Соціальна сфера

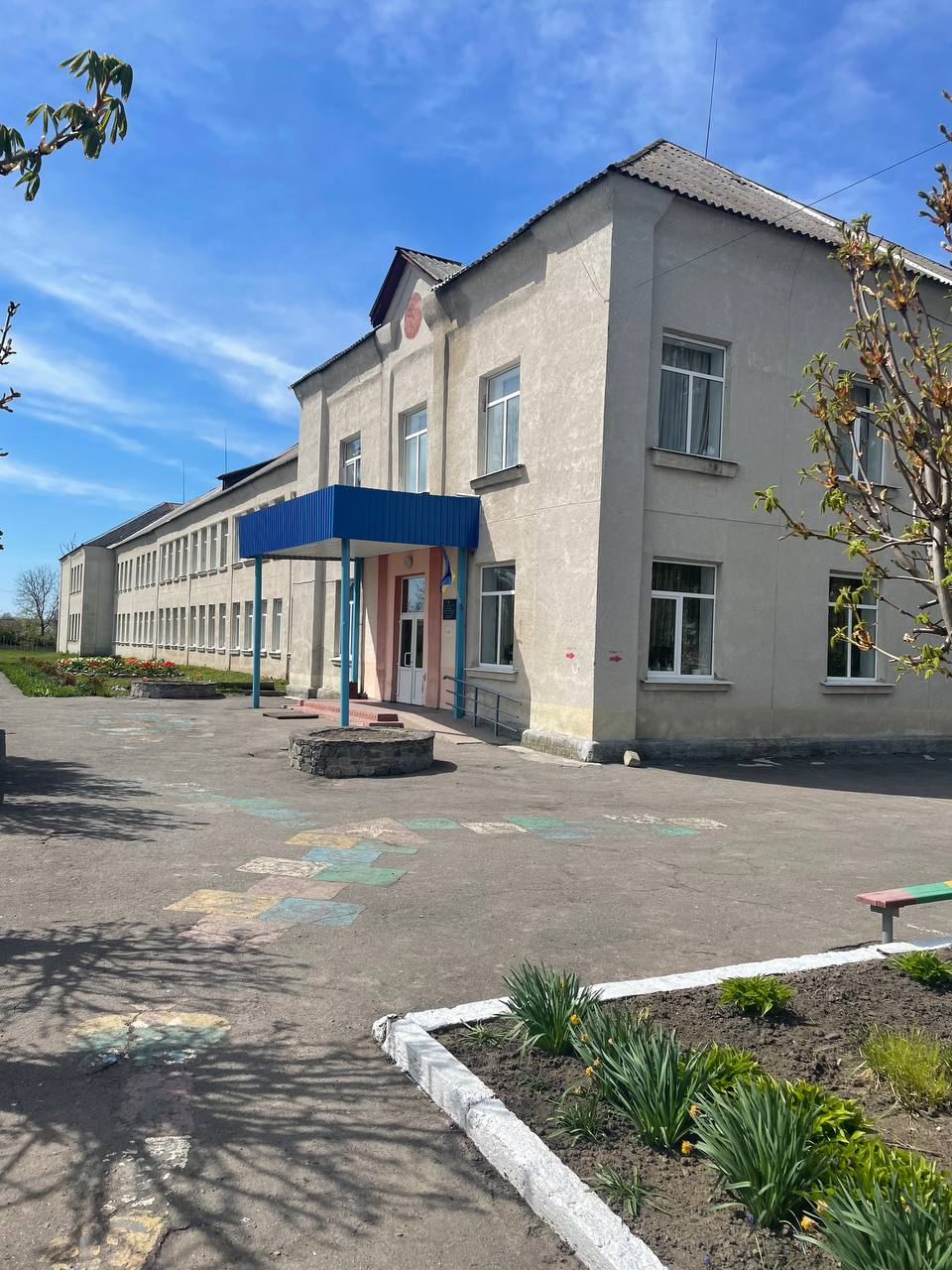
КЗ «Війтівецький ліцей»

В селі є школа — КЗ «Війтівецький ліцей» (директор — Підлуцька Майя Олексіївна). Є дві бібліотеки, дільнича лікарня, заводський клуб.

## Транспорт
Село розташоване за 8 км від залізничної станції Хмільник.
Є автобусна зупинка. Щоденно курсує автобус з маршрутом Вінниця — Лисогірка (ПАЗ-29).

## Економіка
Основною галуззю виробництва є сільське господарство. В селі працює один із найстаріших у Вінницькій області Жданівський цукровий завод. Він є виробничим підрозділом ТОВ «Хмільницьке». Є підприємство по виробництві м'яса. Працюють фермерські господарства: Марущака, Дмитрука, НВО.
Діють приватні підприємства по виробництву асфальтобетону, підприємство з надання транспортних послуг.

## Культура

### Пам'ятки
В селі побудовано храм на честь Почаївської ікони Божої Матері, який було освячено 6 серпня 2012 року. Є каплиця, пам'ятник «Скорботна матір», пам'ятник жертвам політичних репресій 1929—1939, братська могила.

## Постаті
- Бугайов Олександр Іванович (1923—2009) — педагог, доктор педагогічних наук, професор. Заслужений діяч науки і техніки України.